# به تو نیاز دارم (ترانه)
«مِهْ آثِس فالتا» (به اسپانیایی: Me Haces Falta و به معنی «دلم برایت تنگ شده» یا «به تو نیاز دارم») ترانه‌ای ضبط شده از جنیفر لوپز، خواننده و سرگرمی‌ساز آمریکایی است که در پنجمین آلبوم استودیویی وی با نام آنطور که یک زن دل می‌بازد در سال ۲۰۰۷ منتشر شد. این ترانه توسط مارک آنتونی و استفانو، سروده و تهیه شده‌است. «به تو نیاز دارم» در ۲۳ مارس ۲۰۰۷، به عنوان دومین و آخرین تک‌آهنگ آلبوم، توسط اپیک رکوردز به بازار عرضه شد. این ترانه یک پاپ لاتین است و محتوای آن خودبیزاری است. تنظیم و نواخت این ترانه با سازهای درام، ویلونسل، بیس و گیتار انجام شده‌است.
منتقدان موسیقی از متن شعر و صدای لوپز در ترانه تعریف کردند، اما تهیه کنندگی‌اش را ناموفق دانستند. به همراه ترانه، یک موزیک‌ویدئو نیز برایش توسط سَنجی کارگردانی شده‌است. این موزیک ویدئو، لوپز را به عنوان یک پلیس مخفی اف‌بی‌آی به تصویر می‌کشد که عشقش را تحویلِ پلیس می‌دهد و پس از آن پشیمان می‌شود. «به تو نیاز دارم» در لیست ترانه‌های کنسرت انگلیسی جنیفر لوپز و مارک آنتونی در سال ۲۰۰۷ قرار گرفت.

## پس‌زمینه

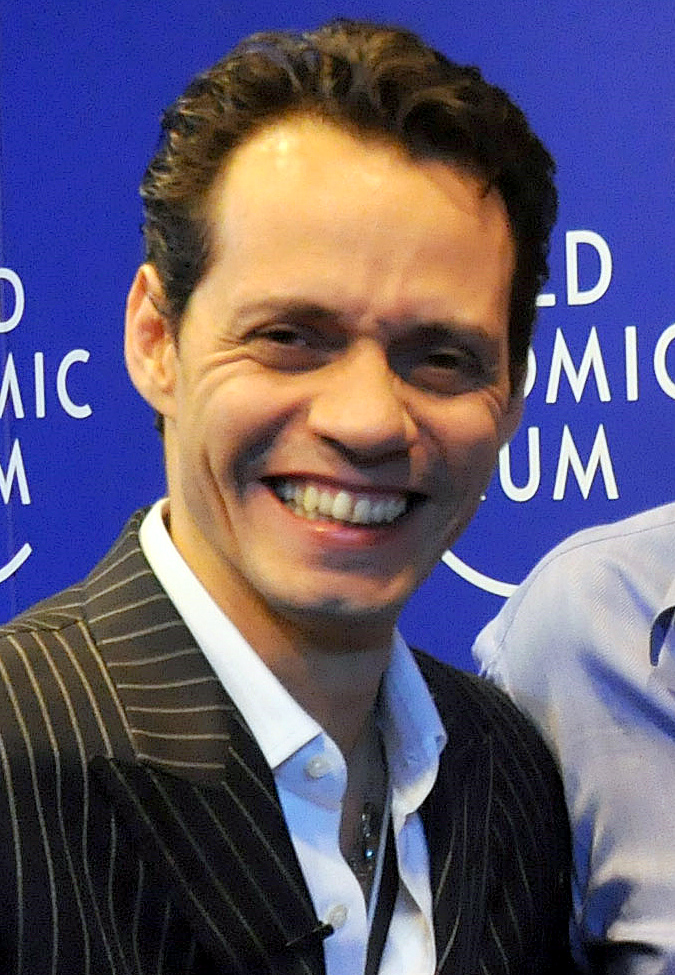
مارک آنتونی، همسر جنیفر لوپز که انگیزهٔ ضبط آلبومی اسپانیایی را در دل لوپز ایجاد کرد. او در این آهنگ همکار استفانو، تهیه‌کننده آهنگ بود.

طرح انتشار یک آلبوم به زبان اسپانیایی برای جنیفر لوپز در سال ۲۰۰۴ تحقق یافت، زمانی که مارک آنتونی، همسر وقت لوپز، تهیه‌کنندگی نهمین آلبوم استودیویی‌اش با نام آمار سین منتیراس (به فارسی: عشق بدون دروغ) را همراه با استفانو و جولیو ریویس به اتمام رسانده بود. لوپز با آنها به استودیوی ضبط رفت تا به همراه مارک آنتونی، ترانه‌ای با نام «Escapémonos» (به فارسی: بیا بگریزیم) را ضبط کند. او به حدی از کار کردن روی آهنگ لذت می‌برد که می‌خواست یک آلبوم کامل به زبان اسپانیایی ضبط کند؛ چیزی که چند سال در پی انجامش بود. پیش از وارد شدن به صحنهٔ موسیقی با انتشار تک‌آهنگ اگر تو عشق من باشی در مه ۱۹۹۹، لوپز همیشه تصور می‌کرد که حرفهٔ موسیقایی‌اش به زبانِ اسپانیایی خواهد بود. بر طبق گفتهٔ لوپز: «زندگی من اما به سوی دیگری رفت که البته برایم عالی بود. با این حال قلبم همیشه تا حدی با سوی اسپانیایی‌ام بود.» لوپز پیش از شروع برای ضبط اولین آلبوم خود به زبان اسپانیایی، چهارمین آلبوم انگلیسی‌اش را با نام دوباره در سال ۲۰۰۵ منتشر کرده بود.
در اوایل سال ۲۰۰۶، اعلام شد که لوپز می‌خواهد اولین آلبوم اسپانیایی خود با نام آنطور که یک زن دل می‌بازد را، که پنجمین آلبوم استودیویی‌اش به شمار می‌رود، در اواخر همان سال منتشر کند. این آلبوم توسط مارک آنتونی، استفانو و جولیو ریویس تهیه شد که سه سال به طول انجامید. به گفته استفانو، آنطور که یک زن دل می‌بازد با ترانه‌های قویش که حتی نیازی به خواننده ندارند، به منتقدان ثابت خواهد کرد که اشتباه می‌کنند؛ که اشاره او به نظر منتقدان است که صدای لوپز در این آلبوم را دارای «محدودیت آوایی» دانسته بودند. بعد از ترانهٔ آغازین آلبوم با نام «Qué Hiciste» (به فارسی: چه کردی؟) که در ژانویه منتشر شد، این آلبوم در ۲۷ مارس ۲۰۰۷ در آمریکا انتشار یافت. آنطور که یک زن دل می‌بازد بازخوردهای مختلف و گوناگونی از منتقدین موسیقی دریافت کرد. در متاکریتیک، که از طرف منتقدان، نمره‌ای از ۱۰۰ نمره را به آثار هنرمندان اهدا می‌کند، این آلبوم امتیاز متوسط ۴۵ را بر اساس نظر هفت منتقد دریافت کرد؛ امتیازی که به «نقدهای متوسط یا مختلط» تعبیر می‌شود. اعلام شد که «به تو نیاز دارم» دومین تک‌آهنگ آلبوم خواهد بود و در تاریخ ۲۳ مارس ۲۰۰۷، در چند کشور از جمله اتریش، کانادا و ایتالیا به صورت دیجیتالی منتشر شد. همچنین این ترانه در هفته ۲۹ ژوئن ۲۰۰۷، در رادیو نیز پخش شد. در سپتامبر ۲۰۰۷، «به تو نیاز دارم» به عنوان ترانهٔ پشت صفحه‌ای تک‌آهنگ خوب انجامش بده، نخستین تک‌آهنگ از ششمین آلبوم استودیویی لوپز که شجاع نام داشت، منتشر شد.

## موسیقی و شعر ترانه
«به تو نیاز دارم» یک تصنیف در سبک پاپ لاتین به مدت زمان سه دقیقه و سی و هفت ثانیه (۳:۳۷) است. در ساخت این آهنگ از سازهای درامز، ویلونسل، بیس و گیتار استفاده شده‌است. استفانو شعر ترانه «به تو نیاز دارم» را سرود و آنتونی موسیقی‌اش را نوشت. هر دو با همکاری هم آهنگ را تولید کردند، و این در حالی بود که خولیو تنظیم ترانه را انجام داده‌است. براس سوییدن و پیتر وید در میدنایت بلو استودیوز (میامی، فلوریدا)، صدای لوپز برای ترانه را ضبط کردند و این هنگامی بود که میکس ترانه توسط ریویس و سوییدن میکس انجام شده بود.
بر طبق گفتهٔ لوپز، این ترانه دربارهٔ دلتنگی شدید نسبت به افراد است، «کسی که به شدت دلتنگ کس دیگری است و کارهایی بسیار اشتباه در مورد آن فرد انجام داده که می‌داند که نمی‌تواند درستشان کند. خب آن‌ها در آن لحظه فقط از خود نفرت دارند، نمی‌توانند [چنین چیزی را] تحمل کنند، از همه‌چیزی که انجام داده‌اند متأسفند و امیدوارند که بتوانند چیزها را تغییر دهند.» جیمز رید از بوستون گلوب، همسرایی «به تو نیاز دارم» را در محتوای خودبیزاری تعبیر می‌کند: «Tú me haces falta/Sí, me arrepiento/Me odio/Estoy desesperada" (به فارسی: من دلتنگ تو هستم/ بله، من توبه کردم/ من از خودم متنفرم/ من بیچاره‌ام). کریس ویلیام از انترتینمنت ویکلی، متن ترانه را تحسین کرد، اما تهیه‌کنندگی و تولید آن را ناموفق دانست. به باور او همچنین این تهیه‌کنندگی «شیوایی و محتوای عاشقانه و یکتای» ترانه را به تصویر نمی‌کشد.

## موزیک ویدئو
موزیک ویدئو «به تو نیاز دارم» در طی یک دوره دو روزه در لس آنجلس، کالیفرنیا توسط سَنجی و شرکت ری‌آکتور فیلمز ساخته شد. در مصاحبه‌ای با اخبار ام‌تی‌وی، لوپز ویدئو را با گفتن این حرف‌ها توصیف کرد: در واقع آن‌ها دارند با هم یک جورایی آشنا می‌شوند و تا حدی هم عاشق همدیگر شده‌اند، اما در این ویدئو، چنان‌که در پایان خواهید دید، چیز خوبی در جریان نیست. در ۱۷ ژوئیه ۲۰۰۷، این موزیک ویدئو برای خرید، بر روی آی‌تیونزاستور در دسترس قرار گرفت.
ویدئو با گفتگوی لوپز و معشوق‌اش در پیاده‌رو و در مقابل یک ویترین شروع می‌شود. این صحنه‌ها با مردان مشکوکی که در حال تماشای لوپز و معشوق‌اش از داخل یک ون هستند، پیوند می‌خورد. پس از آن، لوپز و معشوق‌اش یک‌دیگر را ترک می‌کنند و لوپز هم‌زمان با شروع خواندن، در خیابان راه می‌رود. او داخل یک بوتیک می‌رود و از طریق یک در مخفی، وارد می‌شود و هم‌این‌که وارد می‌شود، کلاه‌گیس خود را برمی‌دارد و تغییر لباس می‌دهد. سپس به اتاقی وارد می‌شود که در آن تصاویری پراکنده از معشوق‌اش روی میز قرار دارد. این صحنه‌ها با صحنه‌هایی از دراز کشیدن جنیفر لوپز و معشوق‌اش روی چمن، پیوند می‌خورد. همان‌طور که ویدئو جلو می‌رود، لوپز غمگین دیده می‌شود، همراه با این‌که آپارتمان معشوق‌اش را می‌بیند و دوستانش نیز با دوربین دوچشمی از پشت پنجره آپارتمان را مشاهده می‌کنند. در واقع، مردانی که در آغاز ویدئو حضور داشتند، افسران پلیس اف‌بی‌آی بودند که به طور ناگهانی وارد ساختمان می‌شوند. آنها به زور وارد آپارتمان لوپز و معشوق‌اش می‌شوند و دستگیرش می‌کنند. در آخر، معلوم می‌شود که لوپز یک پلیس مخفی اف‌بی‌آی است که دوست پسر خود را تحویل پلیس داده‌است.

## عوامل
عوامل این ترانه از عوامل سازنده آلبوم آنطور که یک زن دل می‌بازد هستند.
تکنیکال
- «به تو نیاز دارم» در استودیو نیمه شب در میامی، فلوریدا ضبط شده‌است.

عوامل
- ترانه‌سرا: استفونا
- تهیه‌کننده: مارک آنتونی
- مهندس صدا: بروس سوییدن، پیتر وید
- مهندسی میکس و ترکیب صدا: بروس سوییدن، جولیو ریویس
- دستیار مهندسان: سباستین دی پیریسیو، پدرو نامرو
- آماده‌سازی، برنامه‌ریزی (تنظیم): جولیو ریویس
- طبل: ریکوردو تیکی پسیلاس
- بیس: اربن پرز
- گیتار: ماریو جووانی
- کیبورد: جولیو ریویس
- ساز زهی: جولیو ریویس
- ویلونسل: ولس کانیخام
- همخوان‌ها: مارک آنتونی، استفونا و ویکی ایچوری
- کارگردان هنری: جولیان پیپلو
- عکاسی: تونی دارن